# Agnia lucipor
Agnia lucipor là một loài bọ cánh cứng trong họ Cerambycidae.